# Rhododendron formosanum
Rhododendron formosanum är en ljungväxtart som beskrevs av William Botting Hemsley. Rhododendron formosanum ingår i släktet rododendron, och familjen ljungväxter. Inga underarter finns listade i Catalogue of Life.